# جون ماكجريجور
جون ماكجريجور هو عسكري كندي، ولد في 1 فبراير 1889 في Cawdor ‏ في المملكة المتحدة، وتوفي في 9 يونيو 1952 في بويل ريفر في كندا.